# Udea nordeggensis
Udea nordeggensis là một loài bướm đêm trong họ Crambidae.